# Sasni
Sasni é uma cidade e uma nagar panchayat no distrito de Hathras, no estado indiano de Uttar Pradesh.

## Geografia
Sasni está localizada a 27° 43′ N, 78° 05′ L. Tem uma altitude média de 181 metros (593 pés).

## Demografia
Segundo o censo de 2001, Sasni tinha uma população de 12,943 habitantes. Os indivíduos do sexo masculino constituem 53% da população e os do sexo feminino 47%. Sasni tem uma taxa de literacia de 63%, superior à média nacional de 59.5%: a literacia no sexo masculino é de 70% e no sexo feminino é de 56%. Em Sasni, 16% da população está abaixo dos 6 anos de idade.